# フサイチリシャール
フサイチリシャール（欧字名:Fusaichi Richard、2003年4月6日 - ）は、日本の競走馬、種牡馬。
2005年の朝日杯フューチュリティステークス（GI）、東京スポーツ杯2歳ステークス（GIII）を制し、同年のJRA賞最優秀2歳牡馬に選出された。その他の勝ち鞍に、2006年の阪神カップ（GII）。クロフネ産駒による重賞及びGI初制覇を達成して「怪物の長男」と称される等注目を集め、現役時はスピードを活かして存在感を示した。
半姉にクイーンカップ優勝馬ライラプス（父フレンチデピュティ）がいる。馬名の由来は、冠名＋ブランデーの名前である「ヘネシー・リシャール」。

## 競走馬時代

### 2歳・3歳時代
2003年のセレクトセールにおいて9900万円で落札された。2005年9月、阪神競馬場の新馬戦でデビューしたが、マルカシェンクの4着に敗れる。しかし2戦目の未勝利戦を逃げきって初勝利を挙げると、続くオープン特別戦、GIII東京スポーツ杯2歳ステークスといずれも逃げきりでの3連勝を収め、2歳戦最大の舞台である朝日杯フューチュリティステークスに出走した。人気はいちょうステークスを圧勝してここに臨んできたジャリスコライトに次ぐ2番人気。レースはスタートがあまり良くなかったこともあり、2番手を追走する形となったが、残り400mで先頭に立つと、最後は追い込んできたスーパーホーネットをクビ差退け、4連勝でGIの舞台を制した。5戦4勝・重賞2勝の活躍が評価され、2005年度のJRA賞最優秀2歳牡馬に選出された。 現役時に重賞を４勝したが惜しくもＧＩに手が届かなかった母の無念を晴らしたG1初制覇だと評された。
3歳はクラシック路線を進んだが、皐月賞へのステップ2戦こそアドマイヤムーン、メイショウサムソンといった強豪と僅差の2着と健闘したが、迎えた皐月賞、NHKマイルカップ、東京優駿（日本ダービー）の三連戦ではいずれも5、6、8着と精彩を欠いた。夏の休養を経ての秋も緒戦を4着、父が得意としたダート戦にも出走したが5着、13着と大敗し、以降短距離路線に転じる。12月にこの年創設されたGII阪神カップに出走し、距離不安も囁かれたがGI優勝馬の力を見せて約1年ぶりの勝利を挙げ、阪神カップの初代優勝馬となった。

### 古馬時代
古馬になった2007年初戦は京都金杯で、12着と惨敗する。するとここから再び精彩を欠き始め、2007年は秋のスワンステークスで僅差2着になった以外はいずれも着外という成績に低迷した。年が明けた2008年初戦の阪急杯も見せ場なく8着と敗れ、続く高松宮記念では単勝人気は12番人気にまで下がっていた。レースは好位に付けると、直線入口でローレルゲレイロを手応え良く交わし、一旦は先頭に立ったが、残り200m手前で急に失速し7着と敗れた。競走中の負傷が疑われたため、後日精密検査を受けた結果、左前脚の腱を断裂していたことが判明し、これを最後に競走馬を引退。関口はフサイチリシャールに対する特別な想いについて2008年4月1日のブログに投稿した。種牡馬入りが発表された。

## 種牡馬時代
2008年8月、北海道新ひだか町のアロースタッドにて種牡馬となる。2014年10月4日付で用途変更となり種牡馬を引退。同月から橋本牧場豊畑分場で引退名馬繋養展示事業の助成を受け、余生を送っていた。2016年12月、同牧場で乗馬に復帰。2019年頃から2023年までは広島県三原市の苅谷乗馬クラブに繋養されていた。2023年から鹿児島県姶良郡湧水町のホーストラストに移動し、功労馬として余生を送っている。昼寝が大好きで放牧中はよく昼寝をしており、ホース・トラストによると、入厩してすぐに友達ができるくらい社交的な功労馬であるが、普段はぼーっとしており、意外と頑固で、人が引っ張っても全然動こうとしない面がある。
当初は産駒に目立った活躍はなかったが、2016年5月にニホンピロバロンが京都ハイジャンプを制し、種牡馬としての中央重賞初制覇を果たすと、同年8月にはリッカルドがエルムステークスを制し、中央平地重賞初制覇を果たした。2018年にはニホンピロバロンが中山大障害を制し、中央J・GI初制覇を果たした。

### 主な産駒
- 2010年産

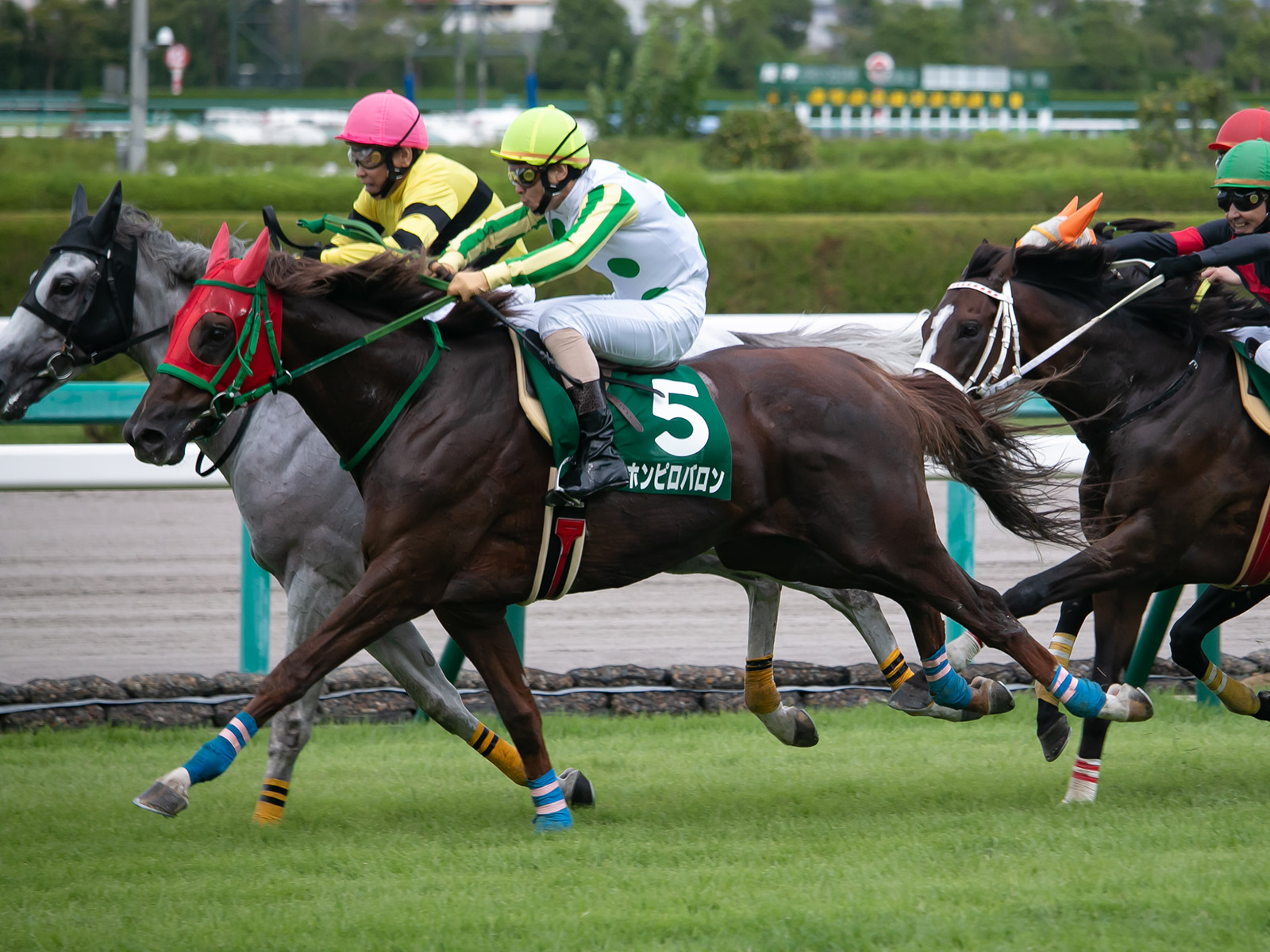
ニホンピロバロン（2010年産）

  - ニホンピロバロン（2016年京都ハイジャンプ、阪神ジャンプステークス、2018年中山大障害[20][21]）
- 2011年産
  - リッカルド（2016年エルムステークス、2018年報知グランプリカップ、フジノウェーブ記念、ブリリアントカップ、大井記念[22]）
- 2014年産
  - サンエイリシャール（2016年ビギナーズカップ、若駒賞、2017年スプリングカップ[23]）
  - ホワイトウィングス（2017年古伊万里賞[24]）

### 母の父として主な産駒
- ティアラフォーカス（2023年船橋記念）父パイロ

## 競走成績
| 年月日 | 年月日 | 年月日 | 競馬場       | 競走名             | 格    | 頭数 | 枠番 | 馬番 | オッズ （人気） | オッズ （人気） | 着順 | 騎手        | 斤量 [kg] | 距離（馬場）  | タイム （上り3F） | タイム 差 | 勝ち馬/（2着馬）       |
| 2005   | 9.     | 11     | 阪神         | 2歳新馬            |       | 9    | 6    | 6    | 05.4            | 0（2人）        | 04着 | 武豊        | 54        | 芝2000m（良） | 02:04.8 (35.3)    | -0.7      | マルカシェンク         |
|        | 9.     | 25     | 阪神         | 2歳未勝利          |       | 10   | 2    | 2    | 03.2            | 0（2人）        | 01着 | 武豊        | 54        | 芝2000m（良） | 02:06.6 (34.7)    | -0.1      | （ドリームパスポート） |
|        | 10.    | 29     | 京都         | 萩S                | OP    | 8    | 3    | 3    | 06.3            | 0（5人）        | 01着 | 福永祐一    | 55        | 芝1800m（重） | 01:49.1 (34.4)    | -0.5      | （ドリームパスポート） |
|        | 11.    | 19     | 東京         | 東京スポーツ杯2歳S | GIII  | 11   | 2    | 2    | 02.7            | 0（1人）        | 01着 | 福永祐一    | 55        | 芝1800m（良） | R1:46.9 (34.0)    | -0.4      | （メイショウサムソン） |
|        | 12.    | 11     | 中山         | 朝日杯FS           | GI    | 14   | 6    | 12   | 03.2            | 0（2人）        | 01着 | 福永祐一    | 55        | 芝1600m（良） | 01:33.7 (34.4)    | -0.0      | （スーパーホーネット） |
| 2006   | 2.     | 5      | 東京         | 共同通信杯         | GIII  | 11   | 6    | 6    | 02.0            | 0（1人）        | 02着 | 福永祐一    | 57        | 芝1800m（良） | 01:48.5 (34.7)    | -0.1      | アドマイヤムーン       |
|        | 3.     | 19     | 中山         | スプリングS        | GII   | 16   | 2    | 3    | 01.6            | 0（1人）        | 02着 | 福永祐一    | 56        | 芝1800m（良） | 01:48.9 (36.0)    | -0.0      | メイショウサムソン     |
|        | 4.     | 16     | 中山         | 皐月賞             | GI    | 18   | 1    | 1    | 07.2            | 0（3人）        | 05着 | 福永祐一    | 57        | 芝2000m（良） | 02:00.5 (36.2)    | -0.6      | メイショウサムソン     |
|        | 5.     | 7      | 東京         | NHKマイルC         | GI    | 18   | 8    | 18   | 02.6            | 0（1人）        | 06着 | 福永祐一    | 57        | 芝1600m（良） | 01:34.0 (36.3)    | -0.8      | ロジック               |
|        | 5.     | 28     | 東京         | 東京優駿           | GI    | 18   | 4    | 7    | 34.7            | （10人）        | 08着 | G・ボス     | 57        | 芝2400m（稍） | 02:29.0 (36.2)    | -1.1      | メイショウサムソン     |
|        | 9.     | 24     | 中京         | 神戸新聞杯         | GII   | 16   | 3    | 5    | 09.7            | 0（4人）        | 04着 | 福永祐一    | 56        | 芝2000m（良） | 01:58.3 (35.0)    | -0.2      | ドリームパスポート     |
|        | 10.    | 28     | 東京         | 武蔵野S            | GIII  | 16   | 4    | 7    | 01.9            | 0（1人）        | 05着 | 岩田康誠    | 54        | ダ1600m（良） | 01:35.7 (36.4)    | -0.4      | シーキングザベスト     |
|        | 11.    | 25     | 東京         | ジャパンCダート    | GI    | 15   | 2    | 3    | 10.4            | 0（4人）        | 13着 | 内田博幸    | 55        | ダ2100m（良） | 02:10.2 (38.1)    | -1.7      | アロンダイト           |
|        | 12.    | 17     | 阪神         | 阪神カップ         | GII   | 17   | 5    | 10   | 10.1            | 0（8人）        | 01着 | 福永祐一    | 56        | 芝1400m（良） | 01:20.6 (35.2)    | -0.1      | （プリサイスマシーン） |
| 2007   | 1.     | 6      | 京都         | 京都金杯           | GIII  | 16   | 8    | 15   | 06.4            | 0（3人）        | 13着 | 鮫島良太    | 57        | 芝1600m（稍） | 01:34.9 (35.8)    | -1.0      | マイネルスケルツィ     |
|        | 3.     | 31     | ナドアルシバ | ゴドルフィンマイル | G2    | 14   | 4    | 4    |                 |                 | 06着 | C・スミヨン | 57        | ダ1600m（良） |                   |           | Spring at Last         |
|        | 5.     | 12     | 東京         | 京王杯SC           | GII   | 18   | 6    | 12   | 08.3            | 0（6人）        | 05着 | 鮫島良太    | 58        | 芝1400m（良） | 01:20.8 (35.1)    | -0.8      | エイシンドーバー       |
|        | 6.     | 10     | 中京         | CBC賞              | GIII  | 18   | 2    | 4    | 07.9            | 0（4人）        | 12着 | 鮫島良太    | 58        | 芝1200m（重） | 01:09.6 (35.7)    | -0.5      | ブラックバースピン     |
|        | 9.     | 9      | 阪神         | セントウルS        | GII   | 16   | 8    | 15   | 11.9            | 0（6人）        | 12着 | 鮫島良太    | 58        | 芝1200m（良） | 01:08.7 (34.4)    | -1.6      | サンアディユ           |
|        | 10.    | 27     | 京都         | スワンS            | GII   | 18   | 7    | 14   | 30.3            | （10人）        | 02着 | 福永祐一    | 58        | 芝1400m（稍） | 01:20.7 (34.8)    | -0.0      | スーパーホーネット     |
|        | 11.    | 18     | 京都         | マイルCS           | GI    | 18   | 3    | 6    | 17.9            | 0（6人）        | 12着 | O・ペリエ   | 57        | 芝1600m（良） | 01:33.6 (35.6)    | -0.9      | ダイワメジャー         |
|        | 12.    | 16     | 阪神         | 阪神カップ         | JpnII | 18   | 6    | 12   | 15.2            | 0（6人）        | 12着 | 鮫島良太    | 57        | 芝1400m（良） | 01:21.1 (34.8)    | -0.5      | スズカフェニックス     |
| 2008   | 3.     | 2      | 阪神         | 阪急杯             | GIII  | 16   | 7    | 13   | 17.1            | 0（5人）        | 08着 | 川田将雅    | 57        | 芝1400m（良） | 01:21.5 (35.3)    | -0.8      | ローレルゲレイロ       |
|        | 3.     | 30     | 中京         | 高松宮記念         | GI    | 18   | 5    | 9    | 45.6            | （12人）        | 07着 | 川田将雅    | 57        | 芝1200m（良） | 01:07.5 (34.1)    | -0.4      | ファイングレイン       |

- タイム欄のRはレコード勝ちを示す。

## 血統表
| フサイチリシャールの血統          | フサイチリシャールの血統                             | フサイチリシャールの血統        | （血統表の出典）                | （血統表の出典） |
| 父系                              | ヴァイスリージェント系                               | ヴァイスリージェント系          | ヴァイスリージェント系          | [ § 2 ]          |
| 父 *クロフネ 1998 芦毛            | 父の父*フレンチデピュティ French Deputy 1992 栗毛    | Deputy Minister                 | Vice Regent                     | Vice Regent      |
| 父 *クロフネ 1998 芦毛            | 父の父*フレンチデピュティ French Deputy 1992 栗毛    | Deputy Minister                 | Mint Copy                       |                  |
| 父 *クロフネ 1998 芦毛            | 父の父*フレンチデピュティ French Deputy 1992 栗毛    | Mitterand                       | Hold Your Peace                 | Hold Your Peace  |
| 父 *クロフネ 1998 芦毛            | 父の父*フレンチデピュティ French Deputy 1992 栗毛    | Mitterand                       | Laredo Lass                     |                  |
| 父 *クロフネ 1998 芦毛            | 父の母*ブルーアヴェニュー Blue Avenue 1990 芦毛      | Classic Go Go                   | Pago Pago                       | Pago Pago        |
| 父 *クロフネ 1998 芦毛            | 父の母*ブルーアヴェニュー Blue Avenue 1990 芦毛      | Classic Go Go                   | Classic Perfection              |                  |
| 父 *クロフネ 1998 芦毛            | 父の母*ブルーアヴェニュー Blue Avenue 1990 芦毛      | Eliza Blue                      | Icecapade                       | Icecapade        |
| 父 *クロフネ 1998 芦毛            | 父の母*ブルーアヴェニュー Blue Avenue 1990 芦毛      | Eliza Blue                      | *コレラ                         |                  |
| 母 フサイチエアデール 1996 黒鹿毛 | 母の父*サンデーサイレンス Sunday Silence 1986 青鹿毛 | Halo                            | Hail to Reason                  | Hail to Reason   |
| 母 フサイチエアデール 1996 黒鹿毛 | 母の父*サンデーサイレンス Sunday Silence 1986 青鹿毛 | Halo                            | Cosmah                          |                  |
| 母 フサイチエアデール 1996 黒鹿毛 | 母の父*サンデーサイレンス Sunday Silence 1986 青鹿毛 | Wishing Well                    | Understanding                   | Understanding    |
| 母 フサイチエアデール 1996 黒鹿毛 | 母の父*サンデーサイレンス Sunday Silence 1986 青鹿毛 | Wishing Well                    | Mountain Flower                 |                  |
| 母 フサイチエアデール 1996 黒鹿毛 | 母の母*ラスティックベル Rustic Belle 1990 黒鹿毛     | Mr. Prospector                  | Raise a Native                  | Raise a Native   |
| 母 フサイチエアデール 1996 黒鹿毛 | 母の母*ラスティックベル Rustic Belle 1990 黒鹿毛     | Mr. Prospector                  | Gold Digger                     |                  |
| 母 フサイチエアデール 1996 黒鹿毛 | 母の母*ラスティックベル Rustic Belle 1990 黒鹿毛     | Ragtime Girl                    | Francis S.                      | Francis S.       |
| 母 フサイチエアデール 1996 黒鹿毛 | 母の母*ラスティックベル Rustic Belle 1990 黒鹿毛     | Ragtime Girl                    | Swinging Doll                   |                  |
| 母系(F-No.)                       | 20号族(FN:20-a)                                      | 20号族(FN:20-a)                 | 20号族(FN:20-a)                 | [ § 3 ]          |
| 5代内の近親交配                   | Raise a Native4×5=9.38%（母内）                      | Raise a Native4×5=9.38%（母内） | Raise a Native4×5=9.38%（母内） | [ § 4 ]          |
| 出典                              | 1. 2. 3. 4.                                          | 1. 2. 3. 4.                     | 1. 2. 3. 4.                     | 1. 2. 3. 4.      |